# .co
.co (Colômbia) é o código TLD (ccTLD) na Internet para a Colômbia, criado em 1991, e delegado a Universidad de los Andes por meio do Departamento de Tecnologia da Informação (DTI) em conjunto com ICFES, assumiram a administração e operação do ccTLD .co.
A partir de 1998, o domínio .co foi operado pela ANDESCOL da Red Universitaria Colombia,e por sua excelente participação nos trabalhos da Internet Society (ISOC) da Colômbia.
Em 2001, a Universidade de Los Andes, tentou sem sucesso, comercializar o domínio de topo .co a Nível Internacional, oferecendo inclusive a Nominet, operador do ccTLDd .uk para o Reino Unido, o domínio uk.co em referência ao domínio .co.uk da Nominet.
Em 2002, o Governo Colombiano, por meio do Ministério das Comunicações, mediante Resolução n°600, passou a regular de forma transitória o ccTLD .co.
Em 2006, a partir de uma série de debates no Conselho de Estado e no Congresso, se expediu a Lei 1065, que concedeu ao MINTIC a Autoridade para Regular a administração do .co, sendo criado um comitê de especialistas para Analisar e Estudar as operações do domínio de topo.
Em 2008, foi criada uma nova regulamentação em concordância com as Resoluções 284 de 2008 e 1652 de julho de 2008, que definiu um novo modelo para a Administração e Operação do .co, com a responsabilidade de uma entidade por meio de concessão federal.
Em 2009, o Ministério das Comunicações, através de Licitação Pública n°002 de 2009, concedeu a concessão a .CO Internet S.A.S, e o processo de re-delegação do ccTLD na IANA foi efetuado em 23 de dezembro de 2009.A Transição foi finalizada em fevereiro de 2010.
A empresa .CO Internet S.A.S deu início ao Processo de Internacionalização do ccTLD .CO, contratando a Neustar, empresa americana que opera Domínios de Topo como .us para Estados Unidos e .biz.
A partir deste momento qualquer Pessoa Física ou Jurídica Colombiana ou Estrangeira poderia registrar um domínio .CO. A .CO Internet S.A.S se comprometeu a manter a Identidade Colombiana, oferecendo Domínios de Terceiro Nível, sob diversas categorias.
Em 2014, a Neustar INC; anunciou a aquisição da .CO Internet S.A.S por 109 Milhões de Dólares, transformando-a em sua subsidiária, e aumentando sua gama de domínios de topo.

## Categorias
- .com.co - Destinado a Uso Geral e Comercial
- .net.co - Destinado a Uso para Entidades que Atuem na Internet
- .nom.co - Destinado as Pessoas Físicas
- .org.co - Destinado as Entidades não Governamentais
- .gob.co  e .gov.co - Destinado a Entidades Governamentais, mediante apresentação de Documentação
- .edu.co - Destinado a Endidades de Ensino e Pesquisa, mediante apresentação de Documentação
- .mil.co - Destinado a Entidades Militares, mediante apresentação de Documentação
- .co - Destinado ao Uso geral por Pessoas Físicas ou Jurídicas, Nacionais ou Internacionais.